# MusiCares Person of the Year
MusiCares Person of the Year jest nagrodą przyznawaną corocznie przez Recording Academy, ta sama organizacja rozdaje nagrody Grammy Award, dla artystów za ich dorobek w przemyśle muzycznym oraz działalność filantropijną. Nazwa nagrody powiązana jest z organizacją non-profit znaną jako MusiCares, założoną przez Akademię "w celu zapewnienia zdrowia i medycznej opieki potrzebującym muzykom". Wybrany przez Fundację MusiCares otrzymuje ją w czasie "weekendu Grammy". Gra wtedy koncert wspomagając fundację w zbieraniu pieniędzy.

## Nagrodzeni
| Rok  | Image | Nagrodzony                    | Czas życia        | Narodowość                          | Ref.   |
| ---- | --- | ----------------------------- | ----------------- | ----------------------------------- | ------ |
| 1991 | A man with a mustache and shoulder-length hair wearing jeans and holding a guitar, standing behind a microphone. | David Crosby                  | ur. 1941          | Stany Zjednoczone                   | [ 1 ]  |
| 1992 | A woman with red hair wearing black clothing and hoop earrings playing the guitar and singing into a microphone. The American flag appears in the background.                                                                                                 | Bonnie Raitt                  | ur. 1949          | Stany Zjednoczone                   | [ 2 ]  |
| 1993 | A woman wearing earrings, a bracelet and a multi-colored spaghetti strapped dress, with both holds folded over a microphone. | Natalie Cole                  | 1950–2015         | Stany Zjednoczone                   | [ 3 ]  |
| 1994 | The side view of a woman with her eyes closed, singing into a microphone and playing a black guitar. | Gloria Estefan                | ur. 1957          | Stany Zjednoczone · Kuba            | [ 4 ]  |
| 1995 | An older man holding a microphone in one hand, his arms held out, smiling and wearing a black suit with a white dress shirt. | Tony Bennett                  | ur. 1926          | Stany Zjednoczone                   | [ 5 ]  |
| 1996 | An older man with a white mustache, wearing a black tie, red dress shirt, gray jacket, and a name badge that hangs from a string around his neck. | Quincy Jones                  | ur. 1933          | Stany Zjednoczone                   | [ 6 ]  |
| 1997 | A man with a shaved head wearing black and singing into a microphone. The background contains dotted lighting on a stage. | Phil Collins                  | ur. 1951          | Wielka Brytania                     | [ 7 ]  |
| 1998 | A man in a dress coat and white shirt with an open mouth, which is framed by dark facial hair. | Luciano Pavarotti             | 1935–2007         | Włochy                              | [ 8 ]  |
| 1999 | A man smiling, wearing black sunglasses and colorful clothing, behind a microphone. | Stevie Wonder                 | ur. 1950          | Stany Zjednoczone                   | [ 7 ]  |
| 2000 | A man with an earring in front of a microphone on a piano, wearing a red dress shirt and a black jacket with colorful embellishments. | Elton John                    | ur. 1947          | Wielka Brytania                     | [ 9 ]  |
| 2001 | A man behind a microphone holding an acoustic guitar and wearing a yellow shirt and black hat. | Paul Simon                    | ur. 1941          | Stany Zjednoczone                   | [ 10 ] |
| 2002 | A man with a goatee and his eyes closed behind a microphone on a piano, wearing a black shirt and striped jacket. | Billy Joel                    | ur. 1949          | Stany Zjednoczone                   | [ 11 ] |
| 2003 | A man with facial hair wearing a leather jacket, a black shirt, an earring, and tinted glasses with a star along the frame. | Bono                          | ur. 1960          | Irlandia                            | [ 12 ] |
| 2004 | A man with a v-neck, white t-shirt wearing a necklace and bracelet standing behind a microphone, holding a guitar. | Sting                         | ur. 1951          | Wielka Brytania                     | [ 13 ] |
| 2005 | A man with graying hair behind a microphone, wearing a blue dress shirt with music notes and piano keys. | Brian Wilson                  | ur. 1942          | Stany Zjednoczone                   | [ 14 ] |
| 2006 | A man behind a microphone holding an acoustic guitar, sitting on a stool in the center of a stage, with a light shining down from above. To his sides are an electric guitar on a stand, a side table with a laptop, a bottle, and some additional equipment. | James Taylor                  | ur. 1948          | Stany Zjednoczone                   | [ 15 ] |
| 2007 | A man wearing a black tie and white dress shirt with an electric guitar hanging from a strap around his neck. His left arm is raised, with his index finger pointed upwards. In the background is a drum set.                                                 | Don Henley                    | ur. 1947          | Stany Zjednoczone                   | [ 16 ] |
| 2008 | A woman her mouth open, holding a microphone. She is wearing a gray hat with a large bow, gray gloves, and a gray jacket. In the background is a crowd of people.                                                                                             | Aretha Franklin               | 1942-2018         | Stany Zjednoczone                   | [ 17 ] |
| 2009 | A man behind a microphone holding a black guitar, wearing a black dress shirt with embellishments. | Neil Diamond                  | ur. 1941          | Stany Zjednoczone                   | [ 18 ] |
| 2010 | Black and white image of an older man with sideburns wearing a white dress shirt with his sleeves rolled up, holding a guitar. | Neil Young                    | ur. 1945          | Kanada                              | [ 19 ] |
| 2011 | A woman with blond hair, wearing a white dress and jeweled necklace. | Barbra Streisand              | ur. 1942          | Stany Zjednoczone                   | [ 20 ] |
| 2012 | | Paul McCartney                | ur. 1942          | Wielka Brytania                     |        |
| 2013 | | Bruce Springsteen             | ur. 1949          | Stany Zjednoczone                   |        |
| 2014 | | Carole King                   | ur. 1942          | Stany Zjednoczone                   |        |
| 2015 | | Bob Dylan                     | ur. 1941          | Stany Zjednoczone                   |        |
| 2016 | | Lionel Richie                 | ur.1949           | Stany Zjednoczone                   |        |
| 2017 | | Tom Petty                     | 1950–2017         | Stany Zjednoczone                   |        |
| 2018 | | Fleetwood Mac                 |                   | Stany Zjednoczone · Wielka Brytania |        |
| 2019 | | Dolly Parton                  | ur. 1946          | Stany Zjednoczone                   |        |
| 2020 | | Aerosmith                     |                   | Stany Zjednoczone                   |        |
| 2022 | | Joni Mitchell                 | ur. 1943          | Kanada                              |        |
| 2023 | | Berry Gordy i Smokey Robinson | ur. 1929 ur. 1940 | Stany Zjednoczone                   |        |
| 2024 | | Jon Bon Jovi                  | ur. 1962          | Stany Zjednoczone                   | [ 21 ] |